# 박마리아 (드라마)
《박마리아》는 1970년 10월 26일부터 1970년 11월 29일까지 방영된 MBC 일일연속극이다.

## 등장 인물
- 윤여정
- 박정기
- 옥민현
- 이지연
- 민충남
- 안영주
- 박광남